# Bujáki József
Bujáki József (Budapest, 1975. december 13. –) magyar labdarúgóedző. Volt labdarúgóhátvéd, aki játszott a Kispest-Honvéd, a Tiszakécskei FC, és a Békéscsabai Előre FC színeiben is az NB I-ben. Aktív labdarúgó pályafutását a Békéscsaba 1912 Előre alkalmazásában fejezte be 2005-ben.